# Mordella sasajii
Mordella sasajii es una especie de coleóptero de la familia Mordellidae.

## Distribución geográfica
Habita en  Japón.